# Кандалес, Дандоло
Дандоло Родригес Кандалес (исп. Dandolo Rodríguez Candalés; 20 октября 1919 или 26 октября 1917, Монтевидео — 2004, Чили) — уругвайский футболист, игравший на позиции защитника. После завершения карьеры футболиста стал известен в качестве художника.

## Карьера
Тяга к спорту у Родригеса Кандалеса была с ранних лет. Он участвовал в соревнованиях по лёгкой атлетике, выигрывал различные турниры по плаванию. Карьеру профессионального футболиста Кандалес начинал в уругвайском клубе «Насьональ».
В 1947 году он приехал в Италию, где вскоре стал игроком команды «Наполи», выступавшей в итальянской Серии А. Уругваец официально дебютировал 5 октября 1947 года во встрече с «Лацио» (итоговый счёт 0:0). Всего же в сезоне 1947/48 защитник отыграл 20 матчей. Свой единственный мяч в Серии А он забил 2 мая 1948 года в игре против «Сампдории», которая закончилась победой его команды со счётом 3:1. Однако по окончании того сезона партенопейцы оказались на самом дне турнирной таблицы чемпионата, что означало вылет «Наполи» в Серию Б. После этого Кандалес покинул итальянский клуб.

## Дальнейшая жизнь
Завершив футбольную карьеру, Кандалес уехал в Париж и посвятил себя живописи. Он увлекался рисованием с детства и был художником-самоучкой. Однажды по приглашению папы римского Пия XII он посетил Ватикан, где сделал портрет понтифика. Со временем уругваец вернулся на родину, провёл в Монтевидео несколько выставок своих картин. Его работы выставлялись во многих залах города, в том числе в Паласио-Сальво и Galeria Moretti.
В 1958 году уругваец совершил мировое турне «Candhales», со своими фотографиями и картинами он посетил Рио-де-Жанейро, Буэнос-Айрес, Сан-Паулу. Приехав в Чили, художник выполнил 35 портретов политиков и дипломатов страны. Позднее он посещал различные страны Южной Америки и Европы.
Некоторое время Кандалес жил в Нидерландах, позднее поселился в США в штате Калифорния. Там он познакомился со многими знаменитостями, в том числе с Фрэнком Синатрой, Дином Мартином и Бобом Хоупом, и написал множество портретов. Также по заказу миллиардера из Каталонии он нарисовал портрет Джона Уэйна.